# Absentia (Film)
Absentia ist ein preisgekrönter Low-Budget-Horrorfilm des Regisseurs Mike Flanagan aus dem Jahr 2011.

## Handlung
Tricias Ehemann Daniel wird bereits seit sieben Jahren vermisst. Ihre jüngere Schwester Callie kommt nun für ein paar Monate zu ihr, da Tricia ihn nun endlich nach langer Zeit als „dead in absentia“ melden möchte. Während Tricia Daniels alte Sachen durchforstet, fühlt sich Callie von einem geheimnisvollen Tunnel nahe dem Haus angezogen. Sie findet heraus, dass noch viel mehr Leute nahe dem Tunnel verschwunden sind, und in allen Fällen ist dabei die Rede von einer mysteriösen Kreatur. Je mehr die beiden über den Tunnel herausfinden, in desto größere Gefahr begeben sie sich.

## Veröffentlichung
Die Uraufführung des Films war am 3. März 2011 auf dem Fargo Film Festival. Danach folgten zahlreiche weitere Aufführungen unter anderem auf dem Phoenix Film Festival, Fantasia Film Festival und Shriekfest.

### DVD/Blu-Ray-Veröffentlichung
Am 13. März 2012 erschien der Film in den USA auf DVD. In Deutschland wurde der Film am 29. November 2012 veröffentlicht.

## Kritik
Für das Lexikon des internationalen Films handelt es sich um einen „harte[n] Geisterhorror, der mit klug gesetzten Schockmomenten und plausibel agierenden Darstellerinnen eine stimmige Atmosphäre erzeugt.“